# Coppa delle Nazioni U23 UCI 2008
La Coppa delle Nazioni U23 2008 fu la seconda edizione della competizione organizzata dalla Unione Ciclistica Internazionale, passaggio obbligato per i ciclisti di meno di 23 anni che desideravano partecipare alle gare a loro riservate nel Campionato del mondo di ciclismo su strada 2008. Comprendeva sette gare ed era riservata alle squadre nazionali, permettendo loro di accumulare punti e determinare il numero di posti assegnati a ciascuna di esse al campionato del mondo.

## Calendario
| Data                | Gara                                       | Vincitore          | Vincitore (Nazioni) | Leader (Nazioni) |
| ------------------- | ------------------------------------------ | ------------------ | ------------------- | ---------------- |
| 28-30 marzo         | Grand Prix du Portugal (2008)              | Vitor Rodrigues    | Portogallo          | Portogallo       |
| 12 aprile           | Giro delle Fiandre Under-23 (2008)         | Gatis Smukulis     | Lettonia            | Francia          |
| 16 aprile           | La Côte Picarde (2008)                     | Kristjan Koren     | Slovenia            | Portogallo       |
| 19 aprile           | ZLM Tour (2008)                            | Jacopo Guarnieri   | Italia              | Portogallo       |
| 26 aprile-1º maggio | Giro delle Regioni (2008)                  | Vitalij Buc        | Ucraina             | Portogallo       |
| 5-8 giugno          | Coupe des Nations Ville de Saguenay (2008) | Thomas Vedel Kvist | Danimarca           | Portogallo       |
| 5-14 settembre      | Tour de l'Avenir (2008)                    | Jan Bakelants      | Belgio              | Portogallo       |

## Classifica
| Pos. | Paese       | Punti |
| ---- | ----------- | ----- |
| 1    | Portogallo  | 145   |
| 2    | Italia      | 107   |
| 3    | Francia     | 100   |
| 4    | Belgio      | 83    |
| 5    | Germania    | 79    |
| 6    | Slovenia    | 70    |
| 7    | Danimarca   | 67    |
| 8    | Russia      | 67    |
| 9    | Australia   | 55    |
| 10   | Paesi Bassi | 42    |